# Standbeeld van Philips van Horne
Het standbeeld van Philips van Horne  is een standbeeld van Filips van Montmorency (de graaf van Horne) in Weert dat in 2017 werd ontworpen door Jos Dirix.. 
De Stichting Ruiterstandbeeld Philips van Montmorency gaf (naar aanleiding van het 'Van Hornejaar' in 2018, 450 jaar na de onthoofding van Egmont en Horne) opdracht voor het maken ervan. In 2017 werd het hoofd van het standbeeld voorgesteld; het beeld werd onthuld in Brussel. Het 2,6 meter hoge bronzen ruiterstandbeeld werd op 4 december 2018 in het atelier van bronsgieter Jos Boerekamps uit Nederweert overgedragen door beeldhouwer Jos Dirix aan de Stichting. Het beeld toont Philips van Horne te paard en weegt meer dan 1000 kilogram. 
In 2019 en 2020 maakte het standbeeld een tournee en werd tentoongesteld op plekken die een band hebben met Philips van Horne, zoals Schloss Merode in het Duitse Langerwehe. In augustus 2021 werd het standbeeld in het Belgische Deinze geplaatst (stad van zijn vermoedelijke geboorteplaats Kasteel van Ooidonk) , ter gelegenheid van het congres van de Europese schuttersverenigingen. In november 2021 werd het in het Belgische Bocholt geplaatst . Op 5 juni 2022 werd het beeld definitief in de nieuw aangelegde voorhof van Kasteel Nijenborgh geplaatst in Weert.. Op de sokkel staat de volgende tekst te lezen: Filips van Montmorency Graaf van Horne Ridder van het Gulden Vlies Heer van Weert Nederweert Wessem Altena Nevele Kortessem Bocholt en Brogel Erevoogd van het Land van Thorn Lid van de Raad van State Stadhouder van Gelre Advocaat der Nederlanden Superintendant der Nederlanden in Spanje °1524 Kasteel Ooidonk te Deinze † 1568 Grote Markt te Brussel.

## Galerij

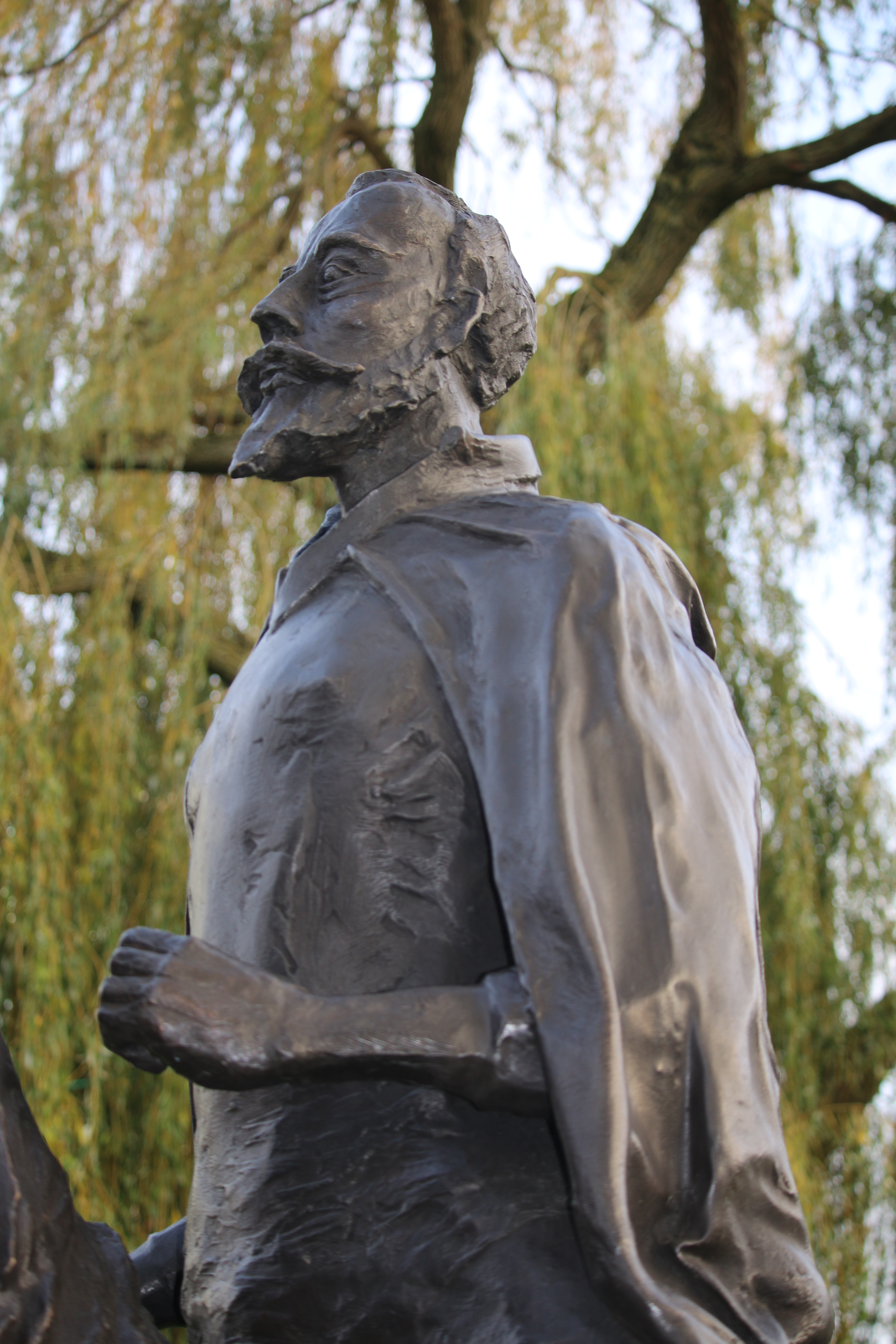
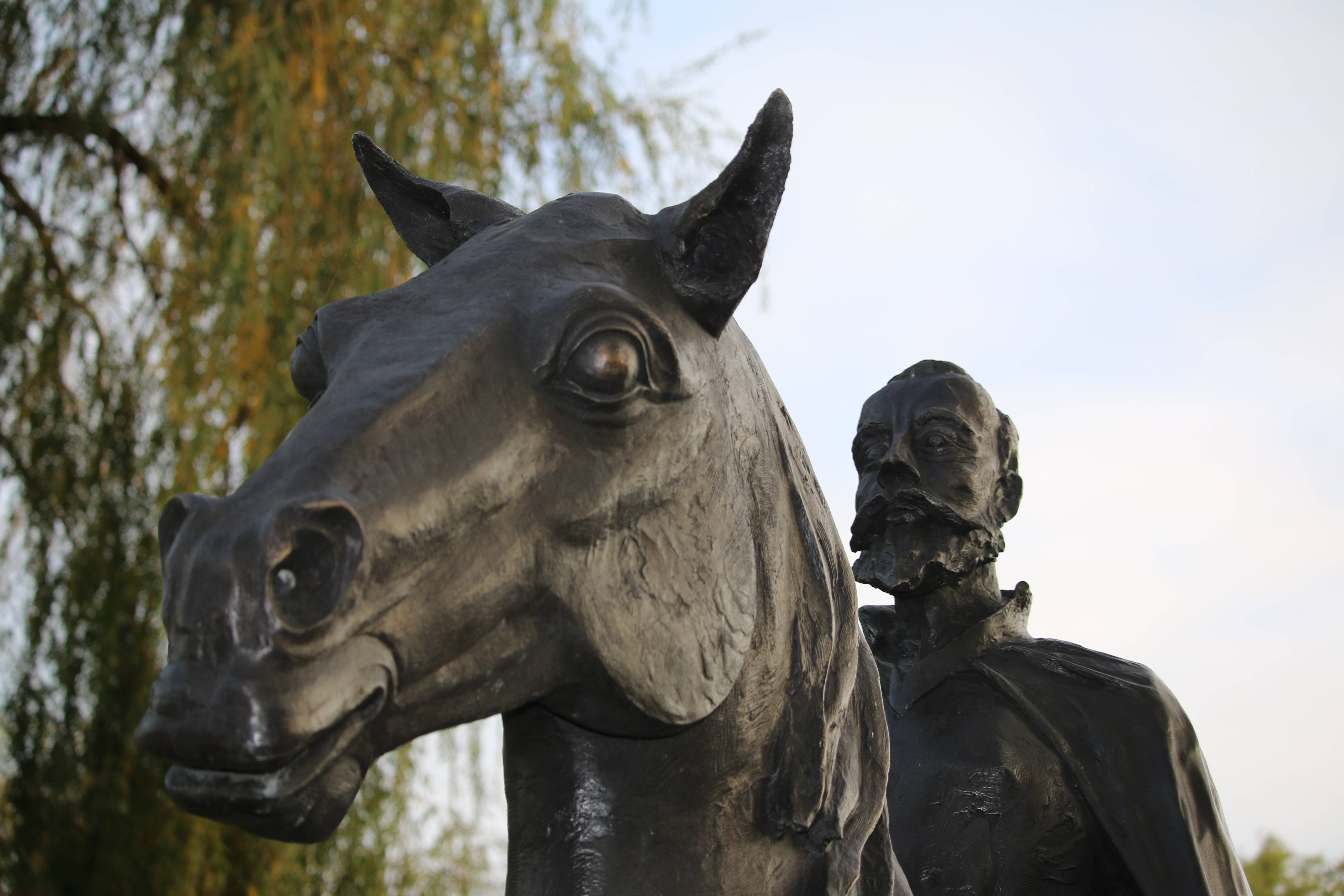
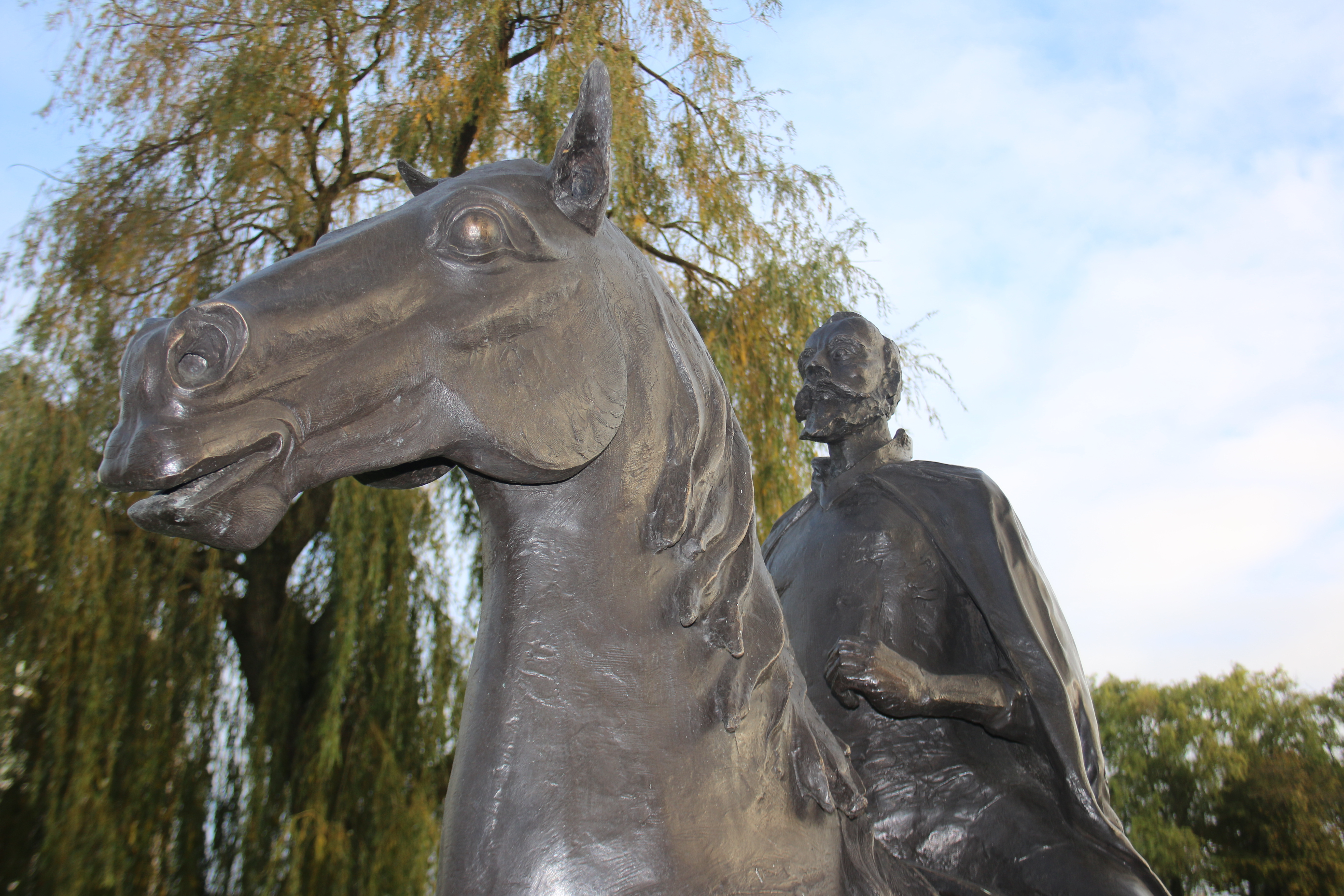